# خولتسیوس و پلیکان کامپنی
خولتسیوس و پلیکان کامپنی (انگلیسی: Goltzius and the Pelican Company) یک فیلم تاریخی به کارگردانی پیتر گرینوی است که در سال ۲۰۱۲ منتشر شد. این فیلم بر پایه زندگی هندریک خولتسیوس ساخته شده‌است.

## بازیگران
- رمزی نصر
- اف. موری آبراهام
- جولیو بروتی
- گوران بوگدان
- آنه لوئیزه هاسینگ
- هالینا رین
- لارس آیدینگر
- وینسنت ریوتا
- فرانچسکو د ویتو